# أحداث طريق النصر
أحداث طريق النصر أو أحداث ميدان رابعة العدوية هي أحداث عنف وقعت يوم 27 يوليو 2013 بالقرب من ميدان رابعة العدوية بالقاهرة أدت إلى مقتل 75 شخصًا كلهم من المعتصمين وأصيب حوالي الألف في مصادمات بين قوات الأمن المصرية ومؤيدي الرئيس السابق محمد مرسي، وذلك بعد انتهاء مليونية «إسقاط الانقلاب» التي دعا إليها تحالف دعم الشرعية.

## عدد القتلى
تضاربت الأنباء حول عدد قتلى الأحداث، حيث أعلنت وزارة الصحة عن مقتل 75 شخصاً وإصابة عدد يزيد عن الألف شخص. في حين أعلنت قناة الجزيرة مباشر مصر أن المستشفى الميداني برابعة العدوية استقبلت 120 قتيلا ونحو 4500 جريحًا.

## ردود الفعل

### ردود الفعل الداخلية
- أصدر حزب مصر القوية بيانًا طالب فيه بإقالة حكومة حازم الببلاوي إن لم تكن قادرة على حماية المواطنين، وجاء في البيان أيضًا: «إن ما جرى وما زال يجري من مجزرة تجاه المعتصمين في ميدان رابعة العدوية، وما سقط من ضحايا أبرياء تجاوز عددهم 120 فردًا وما يقرب من 4500 مصاب، طبقًا لبيانات المستشفى الميداني، يسأل عنه من وعد الناس بالحماية ولم يحمهم بدءًا من رئيس الجمهورية المؤقت، مرورًا بوزير دفاعه وداخليته ورئيس حكومته، الذين باركوا جميعًا دعوة وزير الدفاع وأشادوا بها».[3]

عرض عدد من المفكرين السياسيين والساسة المصريين مبادرة لحل الأزمة التي تمر بها البلاد تضمنت عودة الرئيس محمد مرسي وتفويض صلاحياته كاملة إلى رئيس وزراء يختار على أساس توافقي، وإجراء انتخابات نواب خلال 60 يومًا، وانتخابات رئاسية خلال 90 يومًا. قبل حزب النور هذه المبادرة، وقالت جماعة الإخوان المسلمين إنها تنتظر رأي التحالف الوطني لدعم الشرعية.

### ردود الفعل الخارجية
- الاتحاد الأوروبي: قالت مفوضة الشئون الخارجية كاثرين أشتون إنها تأسف بشدة لسقوط ضحايا في مصر وتحث جميع الأطراف على وقف العنف.[3]
- تركيا: قال رئيس الوزراء التركي رجب طيب أردوغان: «في مصر، ذبحت الديموقراطية، ذبحت الإرادة الوطنية، والآن، يتم ذبح الأمة»، وقال أيضًا: «أولئك الصامتون أمام هذه المجزرة أياديهم ووجوهم ملطخة بالدماء، أولئك الذين يقفون موقف المتفرج أمام هذه المجزرة هم شركاء فيها».[6]
- الولايات المتحدة: أصدر وزير الخارجية الأمريكي جون كيري بيانًا قال فيه: «هذه لحظة فارقة لمصر. الولايات المتحدة تدعو كل القادة من مختلف الأطياف السياسية في مصر للعمل فورًا من أجل مساعدة بلدهم على التراجع خطوة إلى الوراء بعيدًا عن حافة الهاوية».[7]